# Arquivo Histórico Estadual de Goiás
O Arquivo Histórico Estadual é um dos prédios que formam o complexo da SECULT, localizado no anexo 2 ao centro cultural Marietta Telles Machado, situado na Praça Pedro Ludovico Teixeira, em Goiânia. Sob a sua guarda consta um rico acervo, constituído pelos documentos mais antigos do estado, desde o período provincial ao republicano, reunindo 2,2 mil volumes no setor de códices e com uma documentação avulsa em torno de 1,52 mil caixas-arquivo, além de uma hemeroteca constituída de 281 títulos. 

## Fundação
A fundação do AHEG está relacionada ao processo de transferência da capital do estado e à memória de Goiânia. Até 1924, a guarda e manutenção dos documentos produzidos eram de responsabilidade de cada secretaria. A lei nº 763/1924, estipulou a criação de um anexo à Secretaria do Interior, Justiça e Segurança Pública, instituindo assim o Arquivo Público de Goiás.
Com a mudança da capital o acervo começou a ser transferido e em 1961 passou a ser responsabilidade da Secretaria de Estado da Administração (lei nº 3435/1961). A partir do decreto nº 169 de 1974, tem origem o AHEG tal como conhecemos hoje. O decreto instituiu manter o Arquivo Geral do Estado, com exceção dos arquivos mais antigos que passariam ao controle do Departamento Estadual de Cultura (atual Secult), surgia assim o Arquivo Histórico do Estado.
Antes de adquirir sede própria, o AHEG se instalou em duas casas no centro de Goiânia, entre 1976 e 1977, no nº5 da Rua 18 e mais tarde, entre 1978 e 1987, na casa n°175 da Rua 20. Hoje o Arquivo conta com sede definitiva (fruto do esforço das primeiras diretoras: Marilda Godoi e Maria Carmem Lisita), situada na praça cívica, sendo uma unidade da Superintendência de Patrimônio Histórico, Cultural e Artístico da Secult Goiás.
O conteúdo dos arquivos se divide em Corrente, Intermediário e Permanente, sendo que os documentos recebidos e produzidos em todas as repartições públicas integram o chamado arquivo corrente, que está abrigado nas próprias repartições em uso. Quando sua procura se torna esporádica e eventual, passam a fazer parte do chamado arquivo intermediário, abrigado nos órgãos e no chamado Arquivo Geral do Estado. Depois disso, os documentos serão analisados e selecionados em função do seu valor histórico/cultural, devendo ser abrigados pelo arquivo permanente do AHEG.

## Importância sócio-cultural
Um arquivo não deve ser visto apenas como guardião, mas também como produtor de memórias. Memória não se resume simplesmente ao processo parcial e limitado de lembrar fatos, mas trata-se da construção de referenciais sobre o tempo, ancorados nas tradições e associados a mudanças culturais. Ela é objeto de luta, travada entre classes e indivíduos. Decidir sobre o que deve ser lembrado, e por consequência sobre o que deve ser esquecido, integra os mecanismos de controle de um grupo sobre o outro. Desse embate resulta o que será rememorado, quais datas e feitos receberão atenção e comemoração.
Para fazer história recorre-se permanentemente à memória e, ao mesmo tempo, no fazer história se constrói uma memória para o futuro.  Os arquivos têm um papel fundamental na construção do conhecimento científico e difusão da informação. Ao recolher, preservar, organizar e divulgar o patrimônio documental público, visa-se o incentivo ao estudo e à pesquisa que reflitam a memória e as raízes históricas de Goiás.
O AHEG está aberto aos pesquisadores e ao público em geral, além de também desenvolver pesquisas e organizar exposições, todo acervo está disponível para consulta no local. Eficiência administrativa, transparência e a manutenção da história e da memória goianas constituem os fundamentos do Arquivo Histórico Estadual, atuando por meio de políticas responsáveis de preservação, mas com profissionais engajados com uma história mais coletiva do que institucional, pois a história pertence às massas.